# بلاط السقف

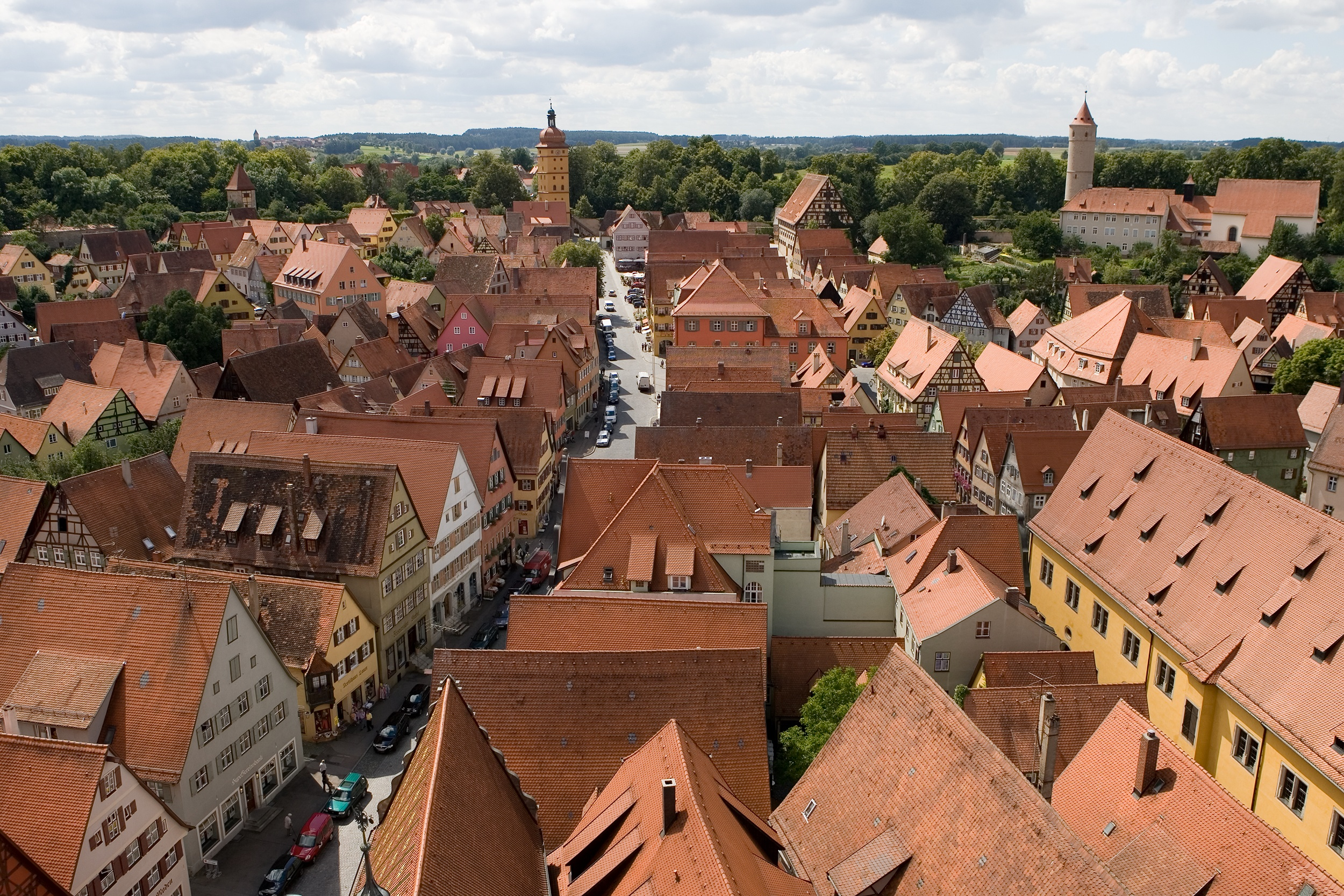
أسقف ذات قرميد "ذيل سمور" في دينكلسبول، ألمانيا

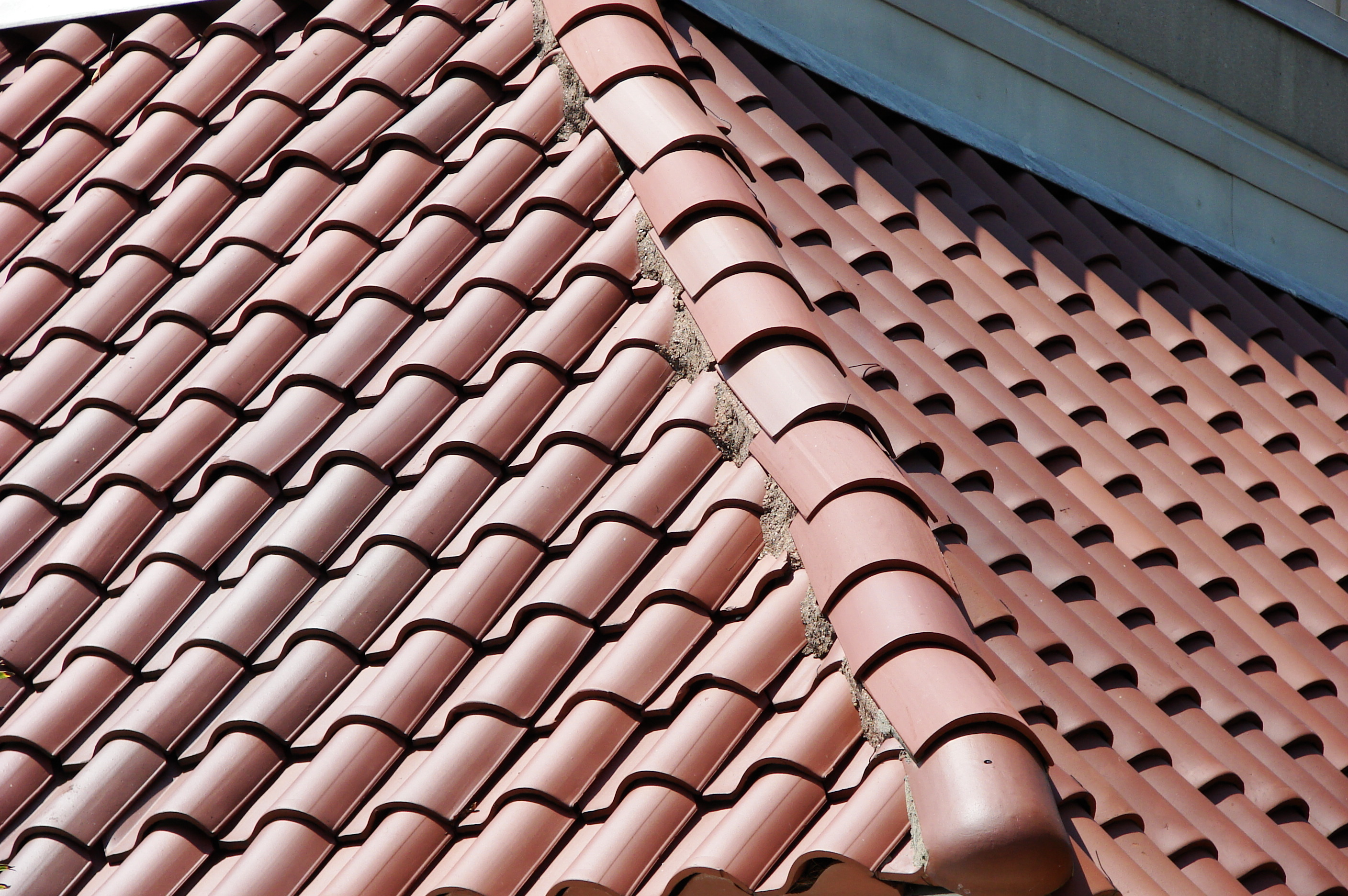
على غرار بلاط السيراميك في تكساس، الولايات المتحدة

يستخدم بلاط السقف بشكل أساسي لمنع تسرب ماء الأمطار إلى المنازل، وهو مصنوع من المواد المتاحة محليًا مثل الطين المحروق أو الأردواز. كما يتم استخدام مواد حديثة مثل الخرسانة ولدائن البلاستيك ويحتوي بعض البلاط على طبقة مصقولة مقاومة للماء.
يتم تثبيت «بلاطات السقف» بمواد لاصقة أو خلطة أسمنتية أو مسامير. يتم وضع البلاط عادة في صفوف متوازية، بحيث يتداخل كل صف مع الصف الذي أسفله لاستبعاد تسرب مياه الأمطار ولتغطية المسامير التي تثبت الصف أدناه. هناك أيضا بلاط السقف للمناطق الخاصة، وخاصة عندما تلتقي المستويات المختلفة للأسطح.

## الأشكال

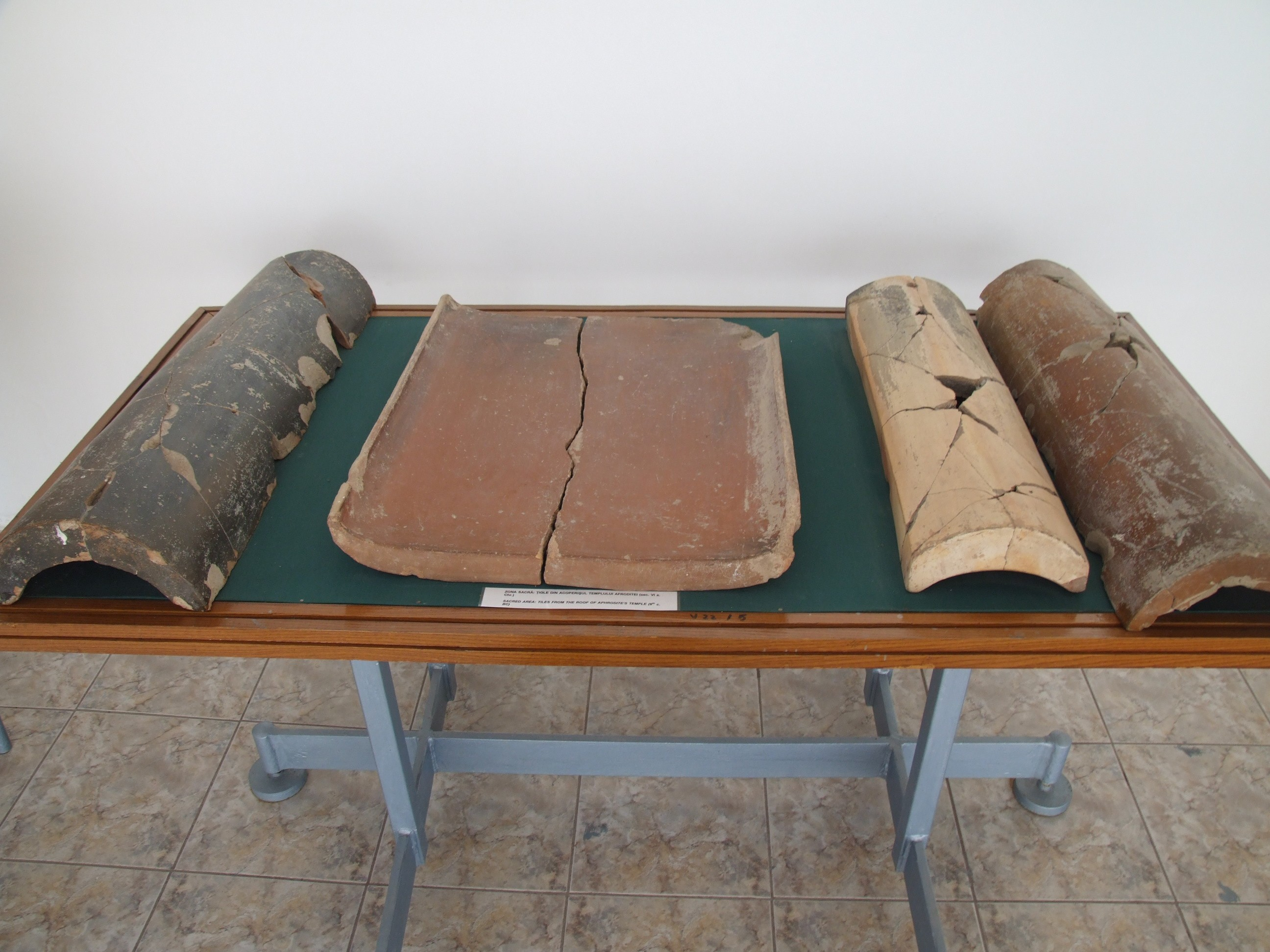
بلاط السقف اليوناني القديم

لقد تطور عدد كبير من أشكال بلاط السقف. وتشمل هذه:
- البلاط المسطح - وهو أبسط الأنواع، والتي توضع في صفوف متداخلة. مثال على ذلك هو بلاط «ذيل السمور»، وهو شائع الاستخدام في جنوب ألمانيا. عادة ما تكون بلاط السقف المسطح مصنوعًا من الصلصال، ولكنه قد يكون مصنوعًا أيضًا من الحجر أو الخشب أو البلاستيك أو الخرسانة أو الخلايا الشمسية.
- Imbrex وtegula - نمط روماني قديم من البلاط المنحني والمسطح الذي يُشكل قنوات للمطر على السطح.
- البلاط الروماني - مسطح في المنتصف، مع منحنى مقعر في أحد الطرفين ومنحنى محدب في الطرف الآخر، للسماح بالتشابك.
- Pantiles - مع شكل جانبي على شكل حرف S، مما يسمح للبلاط المجاور بالتشابك. ينتج عن ذلك نمط منقوش يشبه الحقل بعد الحرث. مثال على ذلك البلاط «الروماني المزدوج»، الذي يعود إلى أواخر القرن التاسع عشر في إنجلترا والولايات المتحدة.
- بلاطات Monk وNun ، وتسمى أيضًا بلاطات برميلية - وهي شبه أسطوانية موضوعة في أعمدة متناوبة من بلاطات محدبة ومقعرة. يتم صنعها في الأصل عن طريق تشكيل طين حول سطح منحني. اليوم يتم إنتاج بلاطات البرميل بكميات كبيرة من الطين أو المعدن أو الخرسانة أو البلاستيك.
- بلاط السقف المتشابك - يشبه Pantiles مع القفل الجانبي والسفلي لتحسين الحماية من الماء والرياح.
- Antefixes - الكتل العمودية التي تنهي بلاط التغطية لسقف من البلاط.

## التاريخ

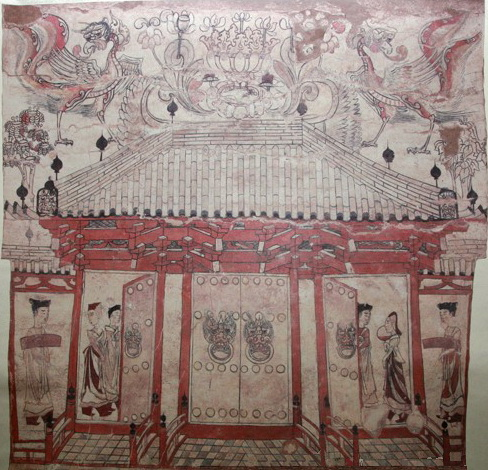
جدارية قبر شينتشو، الصين تعود إلى تشى الشمالية (550-577 AD)، وفيها قاعة مع سقف من القرميد.

استخدمت الأسطح المبلطة كبديل لأسقف القش في بلاد ما بين النهرين القديمة. ووجد آثار لبلاط الأسقف تعود إلى الألفية الثالثة قبل الميلاد في منزل Helladic في ليرنا، اليونان.
تم توثيق الاكتشافات الأولى لبلاط الأسقف في اليونان القديمة من منطقة حول كورينث، حيث بدأ استخدام البلاط كبديل للأسقف المصنوعة من القش في معبدي أبولو وبوسيدون بين 700 و650 قبل الميلاد. كما وجدت آثار لبلاط الأسقف في عدد كبير من المواقع في جميع أنحاء شرق البحر المتوسط، بما في ذلك البر الرئيسي لليونان وغرب آسيا الصغرى وجنوب إيطاليا ووسطها.

## التبليط العمودي

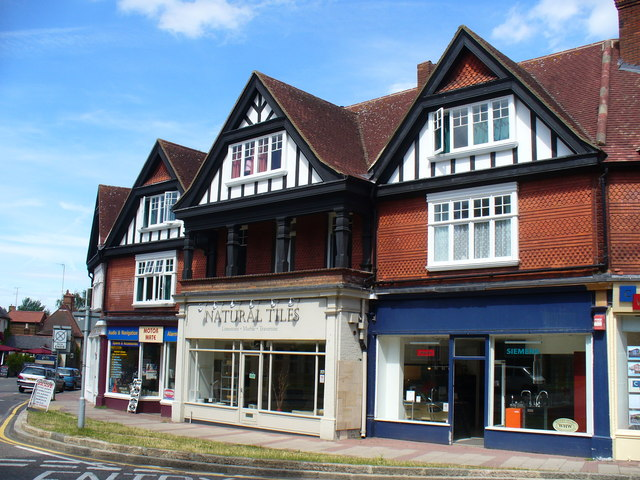
التبليط العمودي في يبريدج ، ساري

البلاط أو التبليط العمودي هو بناء مبنى يُستخدم فيه بلاط السقف معلق عموديا على جانبي المبنى. وهو أسلوب شائع يستخدم في العمارة في بريطانيا.

## في الصين

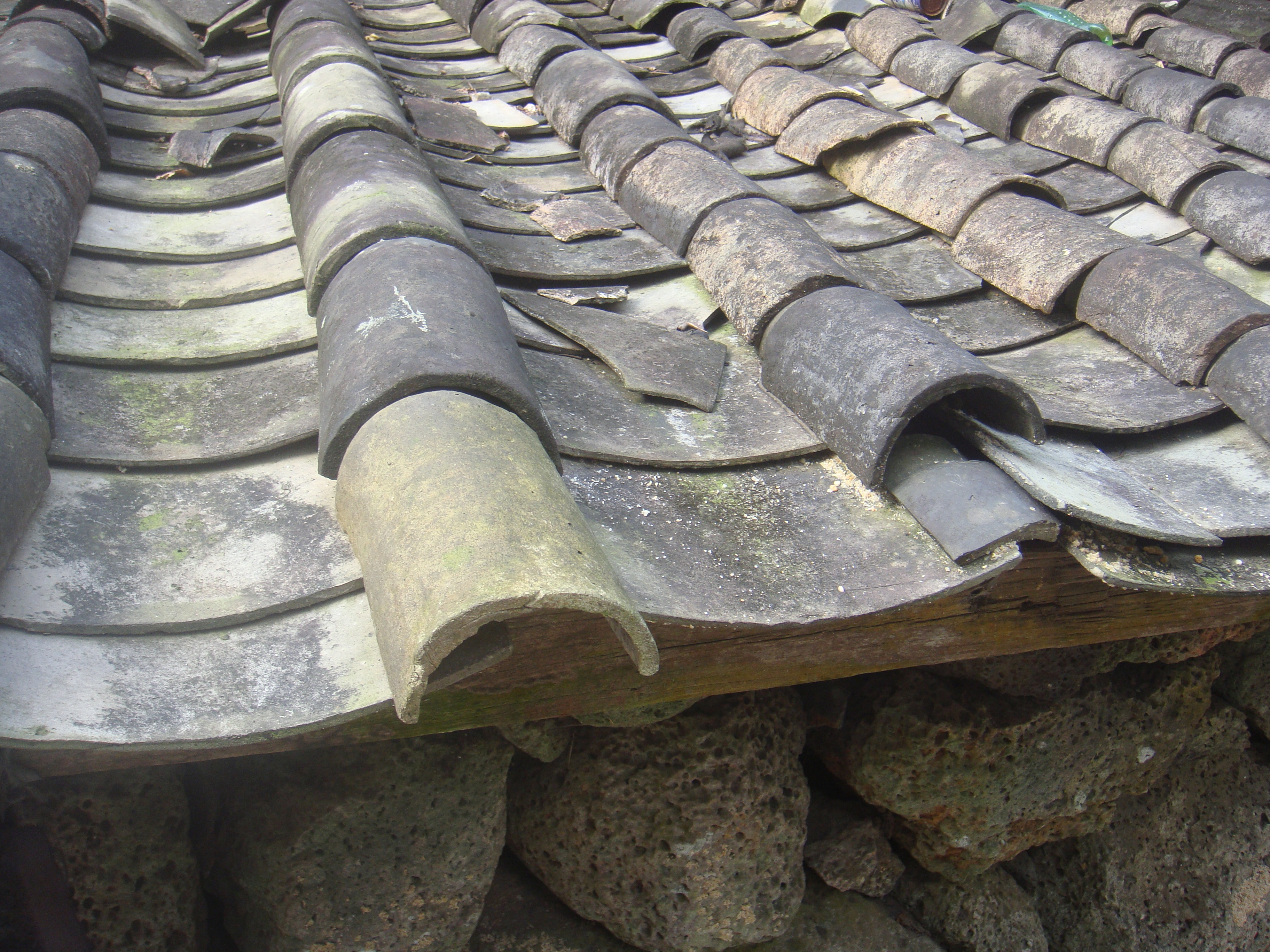
سطح في هاينان مبلط باستخدام الأحجار والأشجار

في الصين، يتم استخدام بلاط السقف في جميع أنحاء البلاد على المعابد ومنازل القرية.
المعابد عادة ما تستخدم البلاط المصقول وفي كثير من الأحيان المزخرف. اللون التقليدي الأكثر شيوعًا هو البرتقالي والأصفر.
تحتوي المباني القديمة بشكل رئيسي على بلاط طيني بسيط تم إحراقه في الفرن. رغم أن الأسقف المبلطة كانت في كل مكان في الصين، إلا أنها تستخدم الآن بشكل أقل. أحد أسباب ذلك هو أن غالبية المنازل الجديدة والمباني السكنية في الصين مبنية بأسقف مسطحة.

## البلاط الشمسي
بدأت شركة Dow Chemical Company في إنتاج بلاط السقف الشمسي في عام 2005، وحذت العديد من الشركات المصنعة الأخرى حذوها. تلط البلاطات متشابهة في التصميم مع بلاط السقف التقليدي ولكن بها خلية ضوئية من أجل توليد الكهرباء المتجددة. قام تعاون بين شركتي SolarCity وTesla بإنتاج بلاطة تبدو أنها بلاطة عادية من مستوى الشارع ولكنها حساسة لضوء الشمس عند تعرضها مباشرة.

## معرض الصور

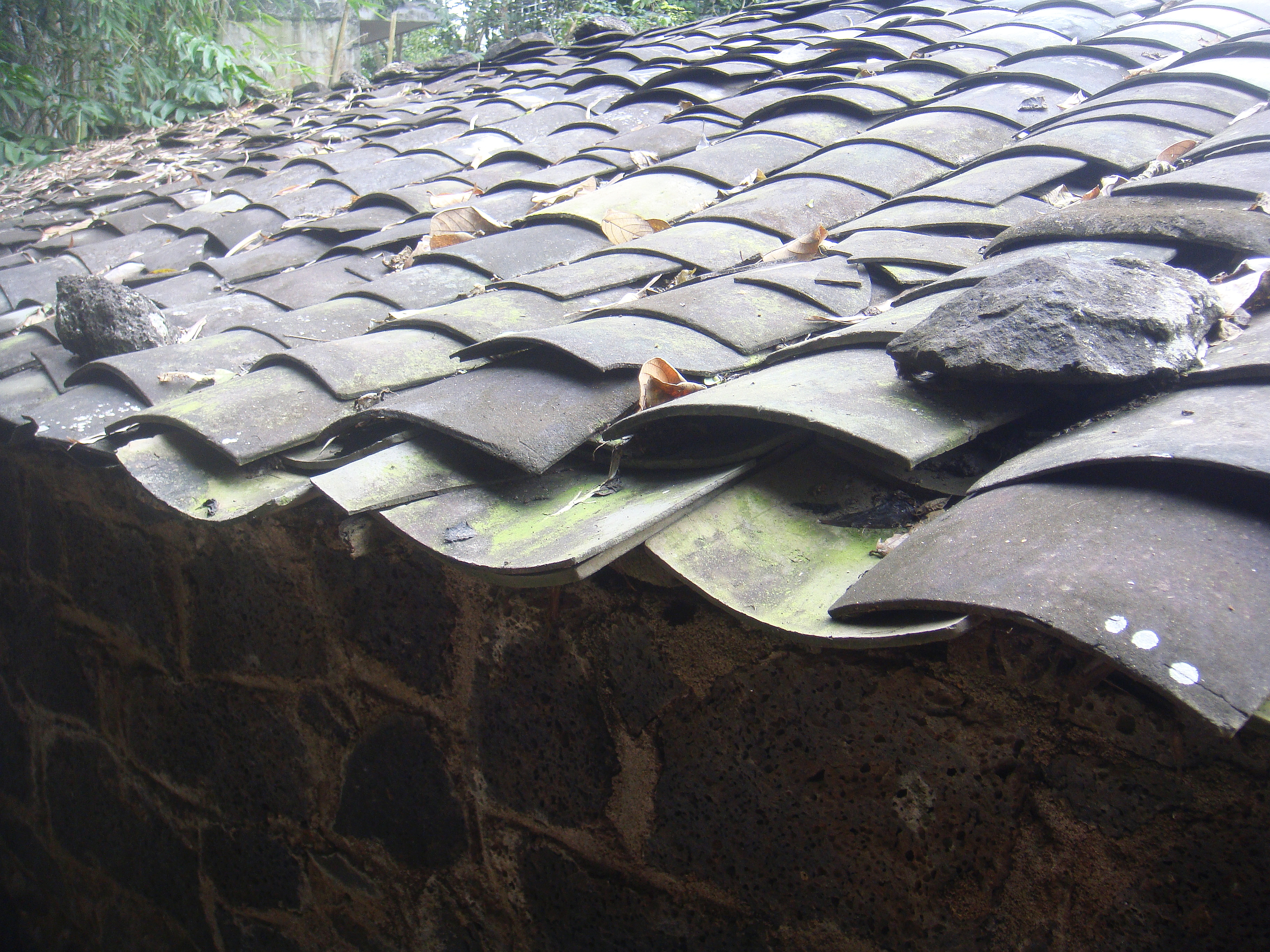
سقف مصنوع فقط من tegulae
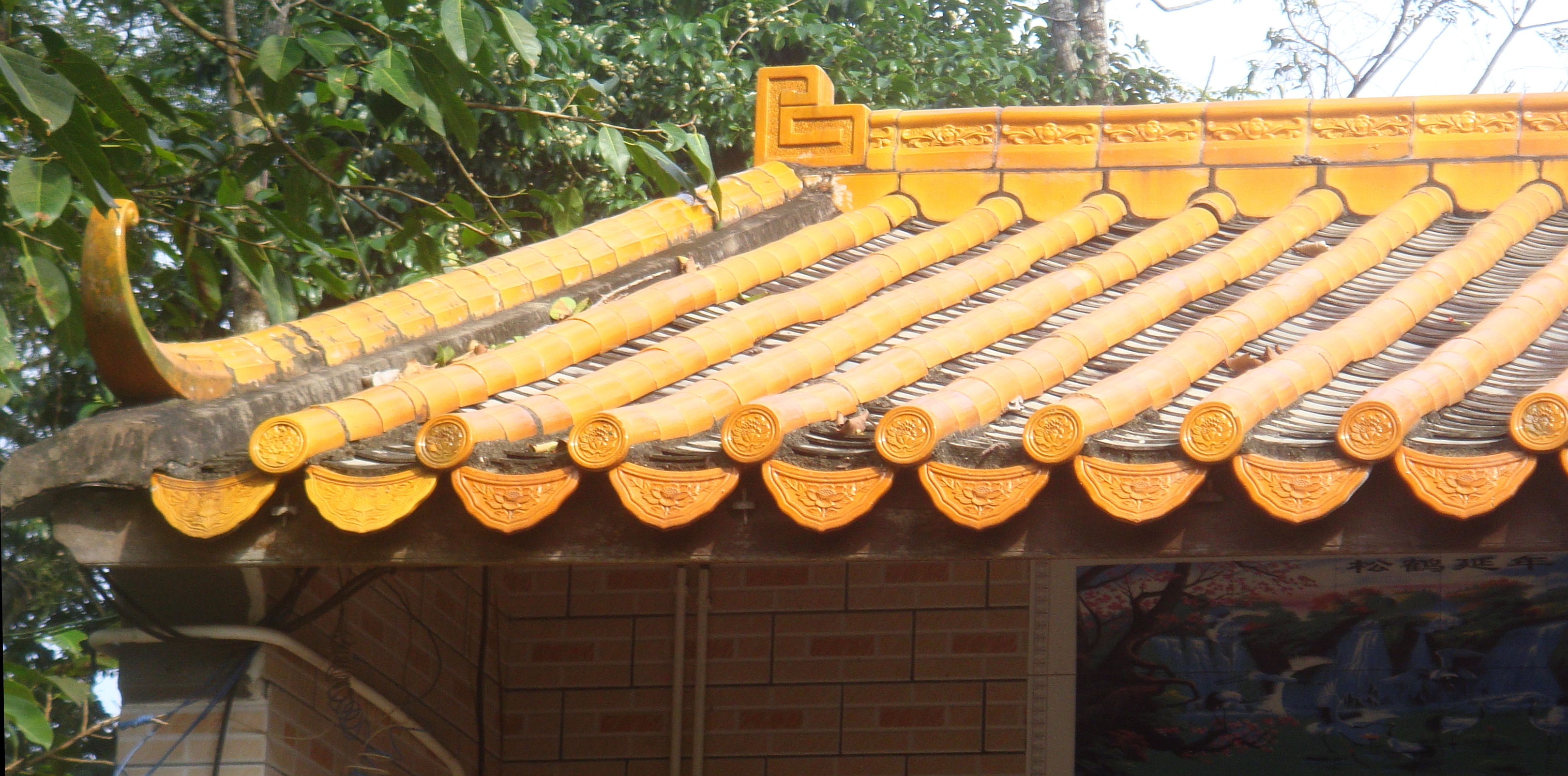
سطح هيكل نموذجي في الصين
- تصنيع بلاط السقف
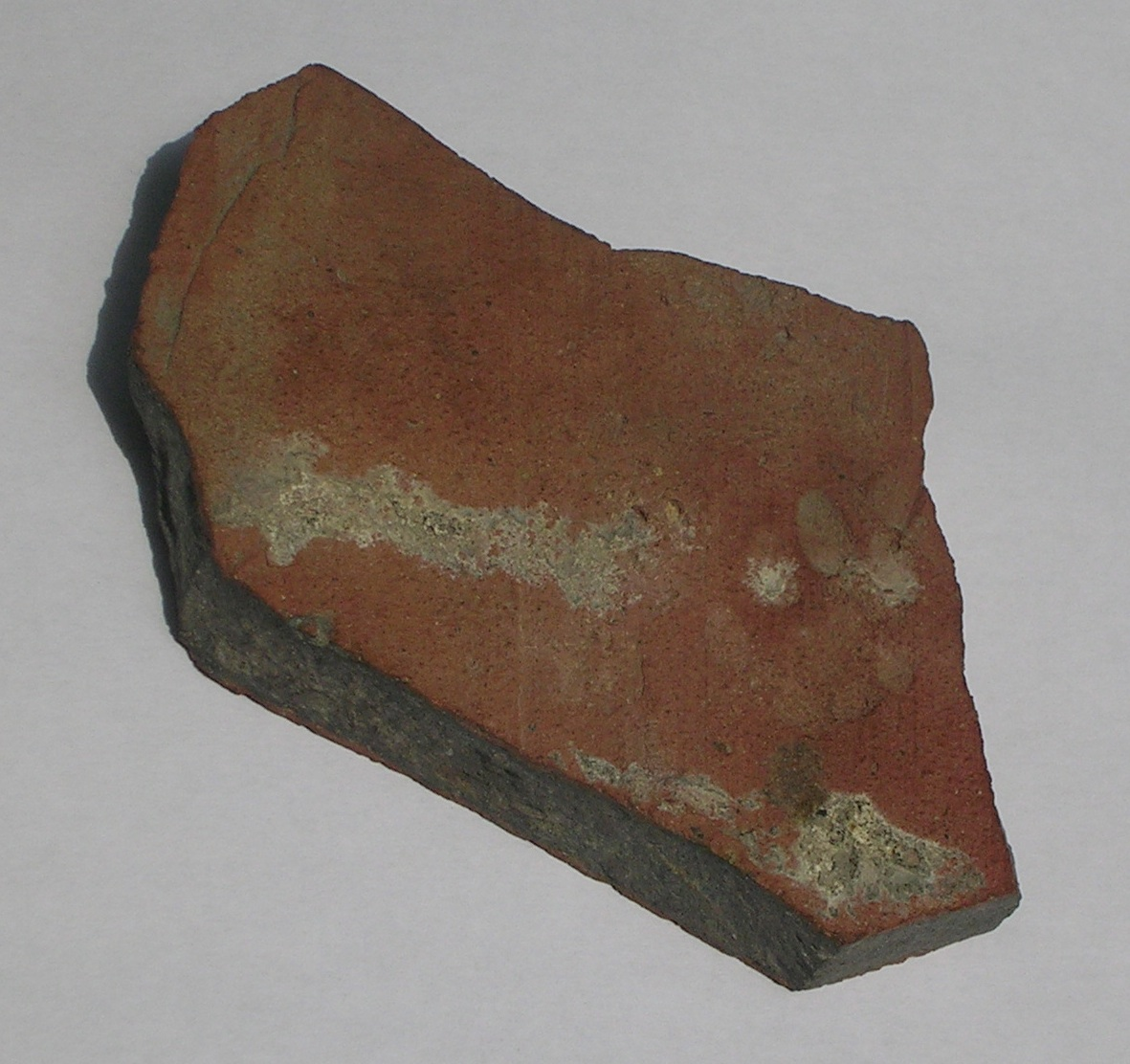
جزء من بلاط السقف الروماني (عرضه 78 مم وارتفاعه 97 ملم) موجود في يورك، إنجلترا.
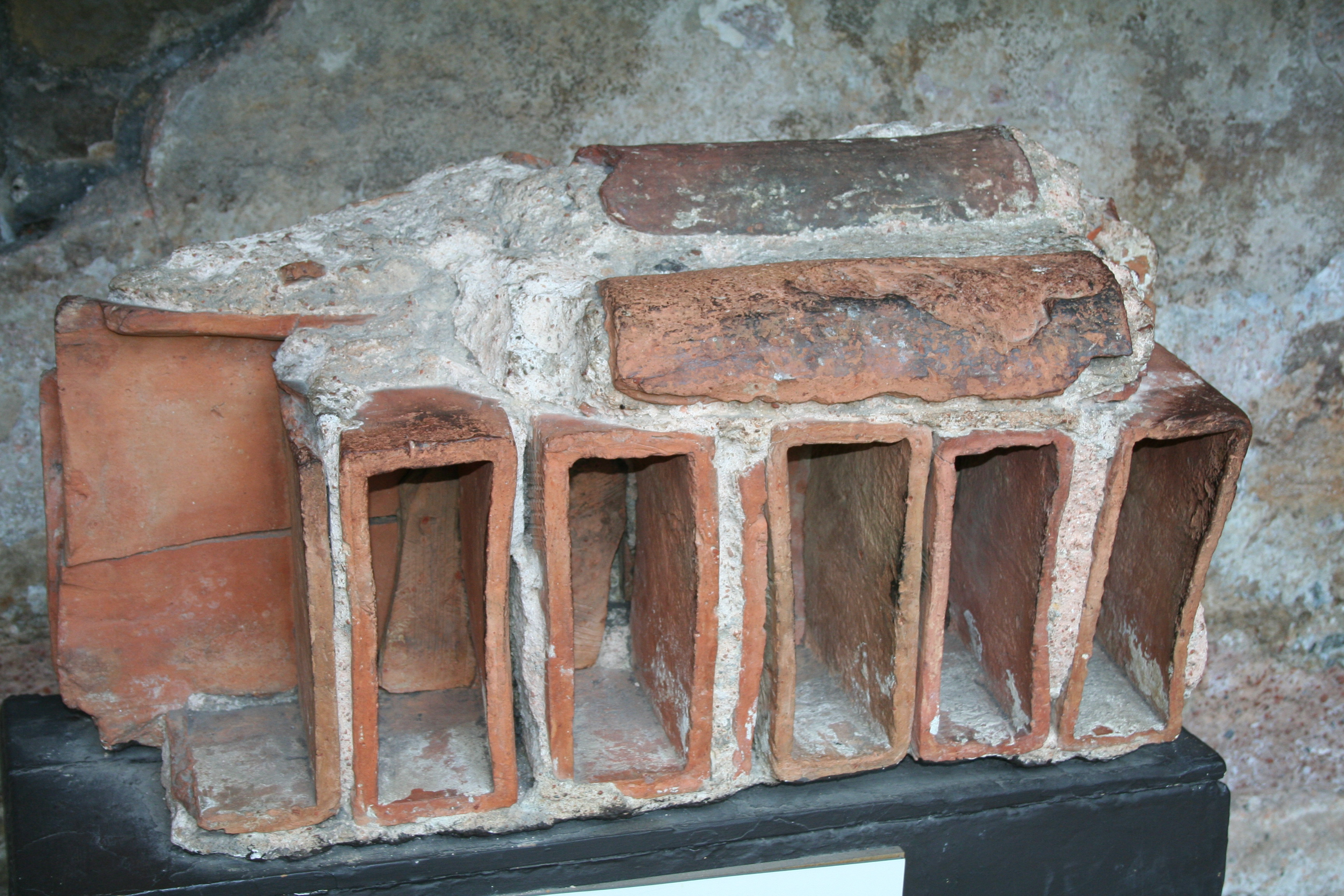
جزء من سطح حمام روماني، في مدينة باث، سمرست ، إنجلترا